# اولگ کونوننکو
اولگ کونوننکو (به انگلیسی: Oleg Kononenko) فضانورد اهل روسیه است که در ۲۱ ژوئن ۱۹۶۴ در ترکمن‌آباد زاده شد. وی در مأموریت سایوز تی‌ام‌ای-۱۲، اکسپدییشن ۱۷، سایوز تی‌ام‌ای-۰۳ام، اکسپدییشن ۳۰، اکسپدییشن ۳۱ حضور داشته‌است.

## ویژگی‌های فردی
کونوننکو در ۱۹۶۴ در چهارجوی ترکمنستان به دنیا آمد. او متأهل است و یک پسر به نام اندری اولگوویچ کونوننکو و بک دختر به نام آلیسا اولگونا مونوننکو دارد.